# Da'ira (Iémen)
Da'ira é um lugar povoado no sudeste da ilha de Socotra, no Iémen.